# Абант (сын Посейдона)
Абант (др.-греч. Ἄβας) — персонаж древнегреческой мифологии. Эпоним абантов. Сын Посейдона и Аретусы. Отец Канифа, дед Канфа. Отец Халкодонта. Нечаянно убит своим внуком Элефенором.